# Reproducción de ovejas domésticas

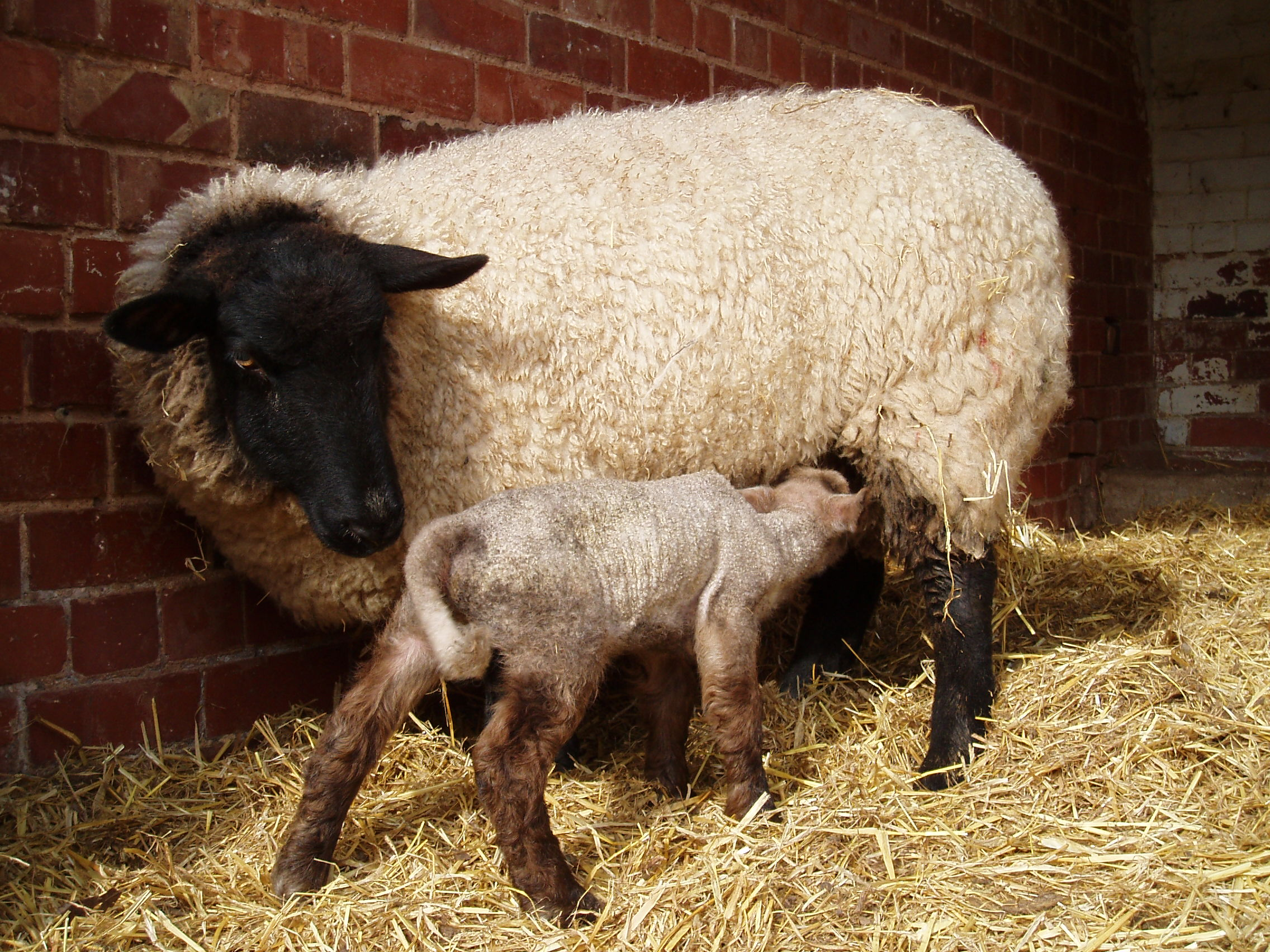
Una oveja amamanta a su cordero.

Las ovejas domésticas se reproducen sexualmente como otros mamíferos, y su estrategia reproductiva es muy similar a la de otros animales domésticos de rebaño. Un rebaño de ovejas suele ser apareado por un único carnero, que ha sido elegido por el ganadero o que ha establecido la dominancia a través de la competencia física con otros carneros (en las poblaciones asilvestradas). La mayoría de las ovejas tienen una época de cría (apareamiento) en otoño, aunque algunas pueden criar durante todo el año.
En gran parte como resultado de la influencia humana en la cría de ovejas, las ovejas a menudo producen múltiples corderos. Este aumento de los partos de corderos, tanto en número como en peso, puede causar problemas en el parto y en la supervivencia de los corderos, lo que requiere la intervención de los pastores.

## Comportamiento sexual
En general, las ovejas alcanzan la madurez sexual entre los seis y los ocho meses de edad, y los carneros entre los cuatro y los seis . Las ovejas son animales poliéstricos estacionales. Las ovejas entran en celo cada 17 días aproximadamente, con una duración aproximada de 30 horas. Además de emitir un olor, indican su disposición mediante demostraciones físicas hacia los carneros. El fenómeno del freemartinismo, un bovino hembra de comportamiento masculino y que carece de ovarios funcionales, se asocia comúnmente con el ganado vacuno, pero ocurre en cierta medida en las ovejas. El caso de freemartins en las ovejas puede estar aumentando en concierto con el aumento de gemelación (freemartins son el resultado de combinaciones de gemelos macho-hembra). El reflejo de Flehmen es exhibida por los carneros cuando huelen la orina de una oveja en celo. El órgano vomeronasal tiene receptores que detectan los estrógenos en la orina de la oveja. El carnero lo muestra extendiendo el cuello y curvando el labio.

### Estro

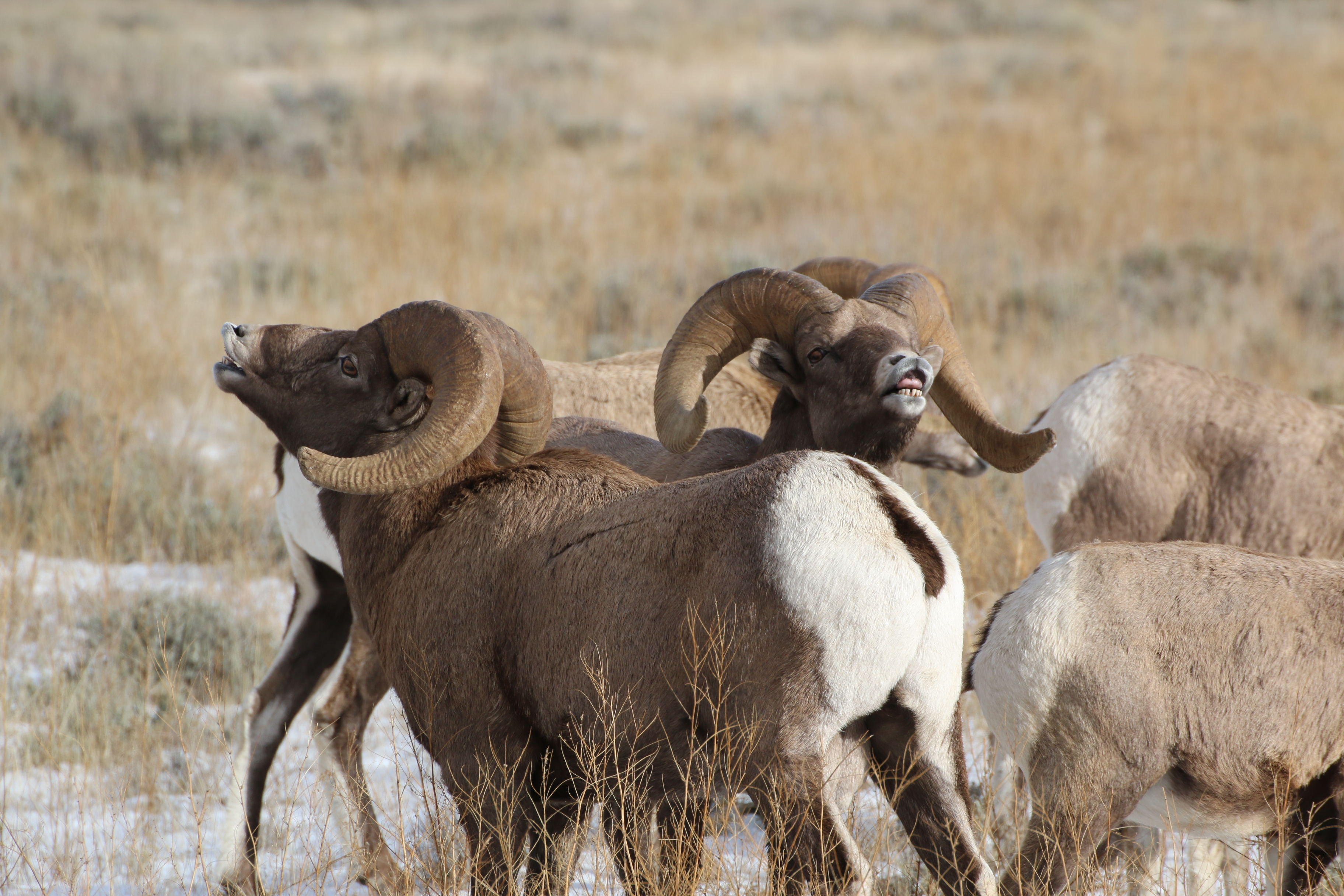
Borrego cimarrón que muestra el reflejo Flehmen

Sin intervención humana, los carneros pueden pelearse durante el celo para determinar qué individuos pueden aparearse con las ovejas. Los carneros, sobre todo los desconocidos, también se pelean fuera del periodo de cría para establecer su dominio; pueden matarse unos a otros si se les deja mezclarse libremente. Durante el celo, incluso los carneros normalmente amistosos pueden volverse agresivos con los humanos, sobre todo las hembras mayores, debido al aumento de sus niveles hormonales.
Históricamente, a los carneros especialmente agresivos a veces se les vendaban los ojos o se les cojeaba. Hoy en día, quienes crían carneros suelen preferir medidas preventivas más suaves, como moverse dentro de una línea clara hacia una salida, nunca dar la espalda a un carnero y, posiblemente, rociar con agua o una solución diluida de lejía o vinagre para disuadir las cargas.

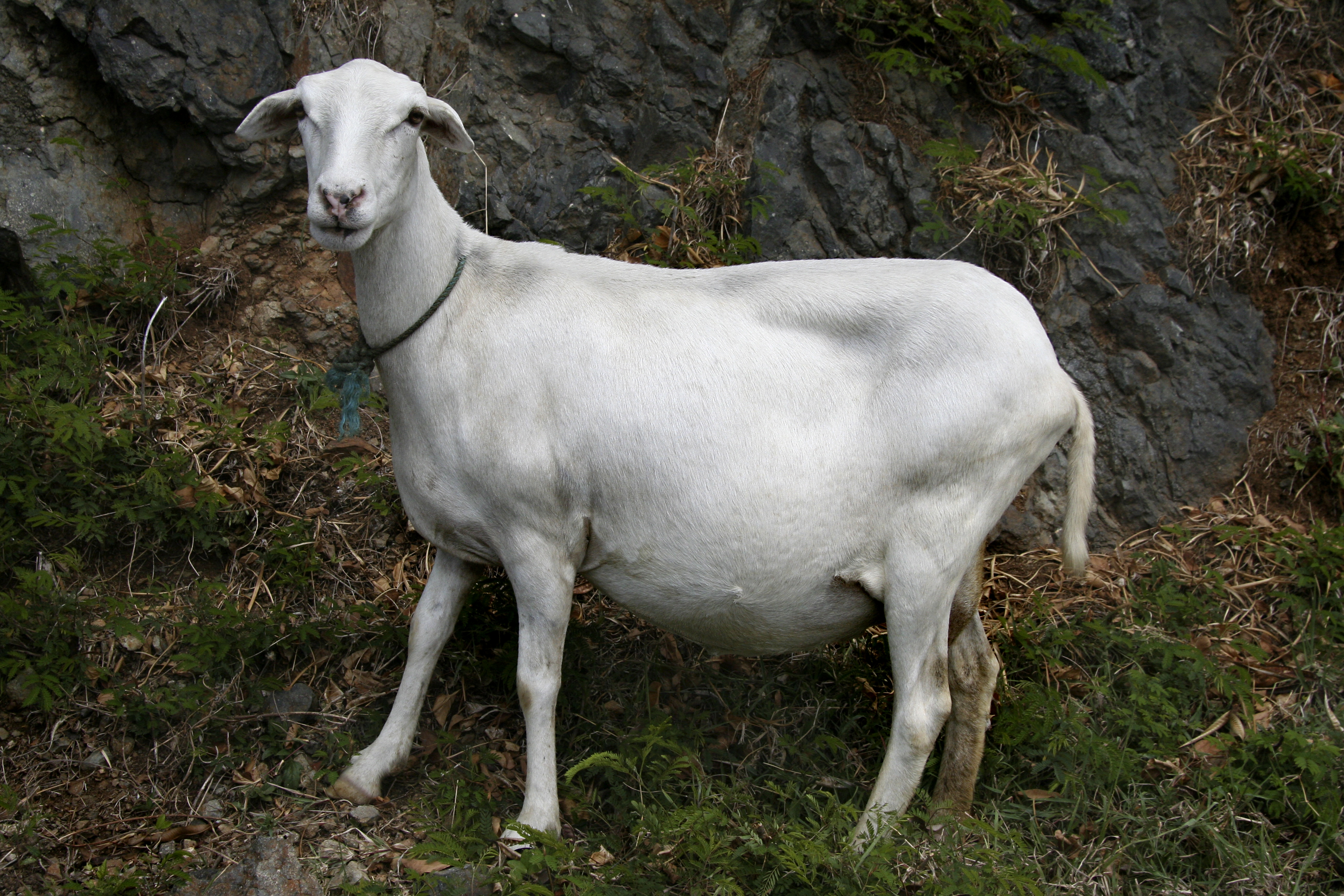
Una oveja preñada de St Croix

## Embarazo
Sin ultrasonidos u otras herramientas especiales, es difícil determinar si una oveja está preñada. Las ovejas sólo empiezan a mostrar visiblemente un embarazo unas seis semanas antes de parir, por lo que los pastores a menudo se basan en la suposición de que un carnero preñará a todas las ovejas de un rebaño. El colorante en el arnés de marcado puede ser cambiado durante el ciclo de cría para permitir la predicción de la fecha de parto para cada oveja.
Tras el apareamiento, las ovejas tienen un periodo de gestación de unos cinco meses. A los pocos días del inminente parto, las ovejas empiezan a comportarse de forma diferente. Pueden tumbarse y levantarse de forma errática, dar zarpazos en el suelo o comportarse de forma desincronizada con los patrones normales del rebaño. La ubre de la oveja se llenará rápidamente y su vulva se hinchará. También pueden ocurrir prolapsos vaginales, uterinos o anales, en cuyo caso se puede usar sutura o un retenedor físico para mantener el orificio dentro si el problema persiste. Usualmente las ovejas que experimentan serios problemas durante el parto, como prolapsos, serán descartadas del rebaño para evitar mayores complicaciones en los años siguientes.

### Inseminación artificial y transferencia de embriones
Además de la inseminación natural con carneros, la inseminación artificial y la transferencia de embriones se han utilizado en programas de cría de ovejas durante muchos años en Australia y Nueva Zelanda. Estos programas se hicieron más comunes en Estados Unidos durante la década de 2000, a medida que crecía el número de veterinarios cualificados para realizar este tipo de procedimientos con destreza. Sin embargo, la IA ovina es un procedimiento relativamente complicado en comparación con otros tipos de ganado. A diferencia del ganado vacuno o caprino, que tienen el cuello del útero recto y pueden inseminarse por vía vaginal, las ovejas tienen el cuello del útero curvado y es más difícil acceder a él. Además, hasta hace poco, los criadores no podían controlar los ciclos de celo de sus ovejas. La capacidad de controlar el ciclo de celo es mucho más fácil hoy en día debido a los productos que ayudan de forma segura a alinear los ciclos de celo. Algunos ejemplos de productos son PG600, CIDRs, Estrumate y Folltropin V. Estos productos contienen progesterona que provocara la inducción del estro en las ovejas durante el anestro estacional. El anestro estacional se produce cuando las ovejas no tienen ciclos estrales regulares fuera de la época natural de cría.
Históricamente, la inseminación vaginal de ovejas sólo producía tasas de éxito del 40-60%, por lo que se denominaba «tiro en la oscuridad» (SID). En los años 80, investigadores australianos desarrollaron un procedimiento de inseminación laparoscópica que, combinado con el uso de progestágenos y gonadotropina sérica de yegua preñada (PMSG), arrojaba tasas de éxito mucho más altas (50-80% o más), y se ha convertido en la norma para la inseminación artificial de ovejas en el siglo XXI.
La recogida de semen es un componente integral de este proceso. Una vez recogido el semen, puede utilizarse inmediatamente para la inseminación o congelarse lentamente para su uso posterior. El semen fresco está reconocido como el método de elección, ya que vive más tiempo y produce mayores tasas de concepción. El semen congelado funciona, pero debe ser de la mejor calidad y las ovejas deben ser inseminadas dos veces en el mismo día. La comercialización del semen de carnero es una parte importante de esta industria. Los productores que poseen carneros premiados han descubierto que es una buena forma de aprovechar los galardones de sus animales más famosos.
La transferencia de embriones (TE) es un procedimiento quirúrgico menor sin apenas riesgo de lesiones o infecciones cuando se realiza correctamente; la laparoscopia ovina permite la importación de genética mejorada, incluso de razas que de otro modo podrían ser inexistentes en determinados países debido a la regulación de las importaciones de animales vivos. Los procedimientos de TE se utilizan para permitir a los productores maximizar aquellas hembras que producen los mejores corderos/cabritos, ya sea para retenerlos en el rebaño o para venderlos a otros productores. La TE también permite a los productores seguir utilizando una oveja/oveja que físicamente no pueda llevar o alimentar a un grupo de corderos. Con la TE, un rebaño puede crecer rápidamente con individuos por encima de la media de líneas de sangre similares. La principal industria que utiliza esta tecnología en Estados Unidos son los criadores y expositores de corderos de club. Es una práctica común en las industrias ovinas comerciales de Australia, Nueva Zelanda y Sudamérica.
Las tasas medias de éxito de la TE en términos de embriones recuperados pueden variar mucho. Cada raza responde de forma diferente al proceso de TE. Normalmente, las ovejas de cara blanca y los perros son más fértiles que las ovejas de cara negra. El número de embriones viables recuperados en un procedimiento de lavado puede oscilar entre cero y veinte. A lo largo de un año, la media es de 6,8 óvulos transferibles por donante, con una tasa de concepción del 75% para esos óvulos.

### Infertilidad
La infertilidad puede atribuirse a muchos aspectos de las prácticas de gestión, así como a factores sanitarios. Una de las principales causas de los bajos porcentajes de partos en un rebaño son las deficiencias de minerales y vitaminas. Las principales vitaminas y minerales que desempeñan un papel importante en la fertilidad son el selenio, el cobre y las vitaminas A y D. Otros factores que afectan a la fertilidad y pueden provocar abortos son las enfermedades infecciosas, una condición corporal inadecuada o las toxinas presentes en los piensos.

## Corderería
A medida que se acerca el momento del parto, el cordero caerá, causando que la oveja tenga un balanceo hacia atrás, exhibiendo un comportamiento inquieto y mostrando una apariencia hundida delante del área del hueso de la cadera. Cuando el parto es inminente, las contracciones comienzan a tener lugar, y el comportamiento inquieto de la oveja puede aumentar.
Un parto normal puede durar de una a varias horas, dependiendo de cuántos corderos haya, de la edad de la oveja y de su condición física y nutricional antes del parto. Aunque algunas razas pueden producir regularmente camadas más grandes de corderos (los récords se sitúan alrededor de nueve corderos a la vez), la mayoría producen corderos únicos o gemelares. El número de corderos que una oveja produce por año se conoce como porcentaje de partos. La condición de la oveja durante la temporada de cría tendrá un impacto en el porcentaje de partos así como en el tamaño de los corderos. En algún momento, usualmente al comienzo del parto o poco después de que los nacimientos hayan ocurrido, las ovejas y los corderos pueden ser confinados en pequeños corrales de parto Estos corrales, que generalmente tienen de dos a ocho pies (0.6 a 2.4 m) de largo y ancho, están diseñados para ayudar tanto a la observación cuidadosa de las ovejas como para cimentar el lazo entre ellas y sus corderos.

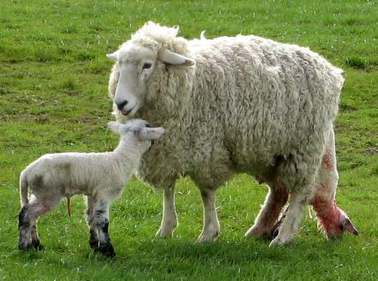
El segundo de gemelos nacidos en un prado de Nueva Zelanda

La obstetricia ovina puede ser problemática. Al criar selectivamente ovejas que producen múltiples crías con mayor peso al nacer durante generaciones, los productores de ovejas han provocado inadvertidamente que algunas ovejas domésticas tengan dificultades para parir. Sin embargo, es un mito que las ovejas no puedan parir sin ayuda humana; muchas ovejas paren directamente en los pastos sin ayuda. Equilibrar la facilidad de parir con una alta productividad es uno de los dilemas de la cría de ovejas. Aunque la mayoría de los partos son relativamente normales y no requieren intervención, pueden surgir muchas complicaciones.
Un cordero puede presentarse de forma normal (con ambas piernas y la cabeza hacia delante), pero puede ser demasiado grande para deslizarse fuera del canal del parto. Esto ocurre a menudo cuando se cruzan carneros grandes con ovejas diminutas (esto está relacionado con la cría. Los carneros son naturalmente más grandes que las ovejas en comparación). Los corderos también pueden presentarse con un hombro hacia un lado, completamente hacia atrás, o con sólo algunas de sus extremidades sobresaliendo. Los corderos también pueden ser abortados espontáneamente o nacer muertos.
El fracaso reproductivo es una consecuencia común de infecciones como la toxoplasmosis y la fiebre aftosa. Algunos tipos de aborto en ovejas se pueden prevenir con vacunas contra estas infecciones.
En el caso de cualquiera de estos problemas, aquellos presentes en el parto (que pueden o no incluir un veterinario, la mayoría de los pastores se vuelven expertos en el parto hasta cierto punto) pueden asistir a la oveja en la extracción o recolocación de los corderos. En casos severos, se requerirá una cesárea para extraer al cordero. Después del parto, las ovejas idealmente rompen el saco amniótico (si no se rompe durante el parto), y comienzan a lamer para limpiar al cordero.
El lamido despeja la nariz y la boca, seca al cordero y lo estimula. Los corderos que respiran y están sanos en este momento empiezan a intentar ponerse de pie, y lo ideal es que lo hagan entre media hora y una hora completa, con ayuda de la madre. Generalmente, después de que los corderos se ponen de pie, el cordón umbilical se recorta hasta una pulgada (2,5 centímetros). Una vez recortado, se mantiene un pequeño recipiente (como un bote de película) de yodo contra el vientre del cordero sobre el resto del cordón para prevenir infecciones.

## Cuidados postnatales

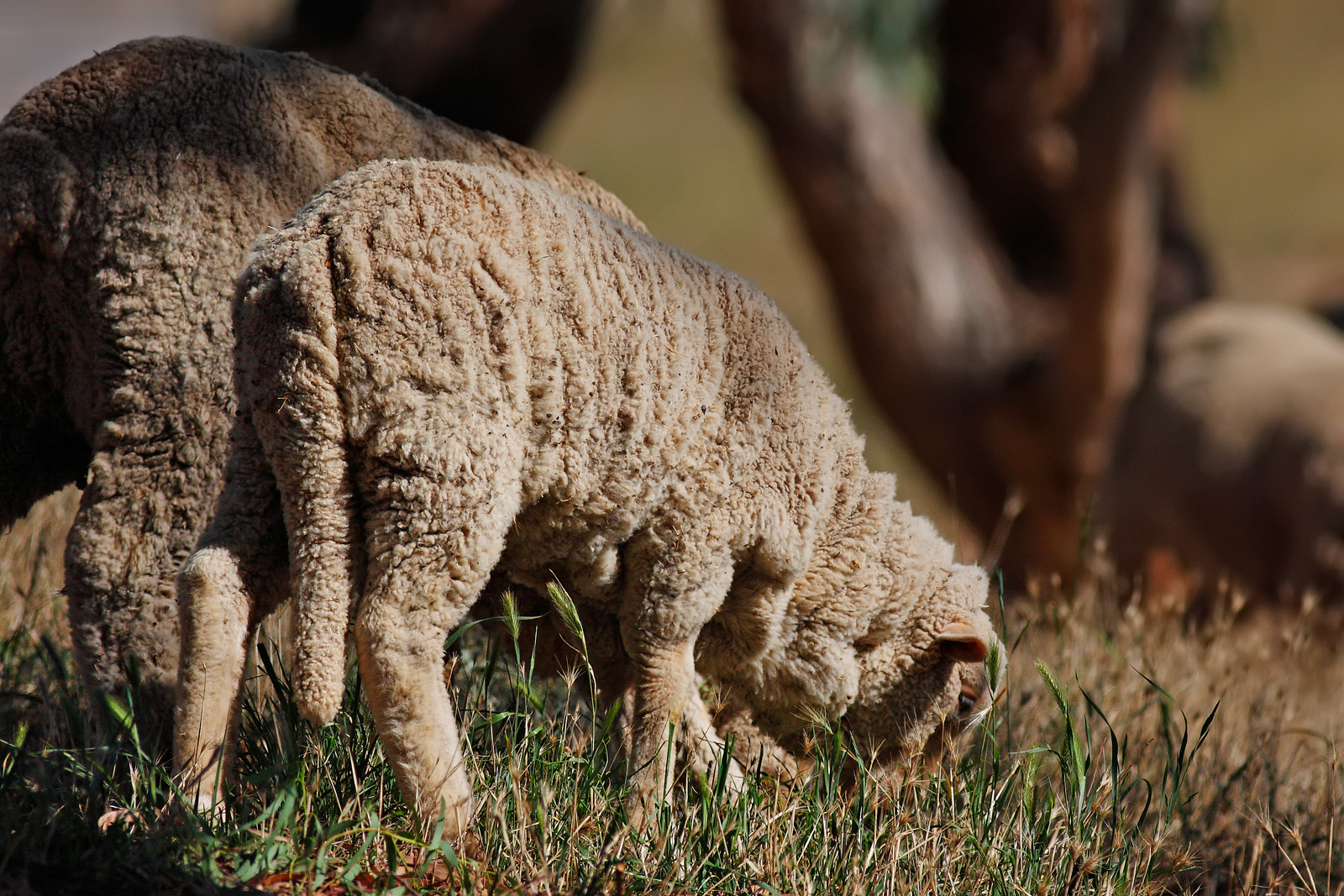
Un cordero australiano al que, excepcionalmente, no se le ha cortado la cola

En situaciones normales, los corderos se amamantan tras ponerse de pie, recibiendo la leche vital del calostro. Los corderos que no se amamantan o a los que la oveja se lo impide necesitan ayuda para vivir. Si persuadir a la pareja para que acepte la lactancia no funciona, se puede tomar una de las siguientes medidas.
Se puede sujetar o atar a las ovejas para obligarlas a aceptar un cordero lactante. Si un cordero no come, se puede utilizar una sonda gástrica para alimentarlo a la fuerza y salvarle la vida. En el caso de un cordero rechazado permanentemente, el pastor puede intentar acoger a un cordero huérfano en otra oveja. A veces también se acogen corderos tras la muerte de su madre, ya sea por el parto u otro suceso.
El olor es un factor importante para que las ovejas reconozcan a sus corderos, por lo que alterar el olor de un cordero recién nacido lavándolo o manipulándolo en exceso puede hacer que la oveja lo rechace. Por el contrario, varios métodos para impartir el olor del propio cordero de una oveja a un cordero huérfano pueden ser útiles en la acogida. Si un cordero huérfano no puede ser acogido, normalmente se convierte en lo que se conoce como cordero de biberón: un cordero criado por personas y alimentado con biberón.

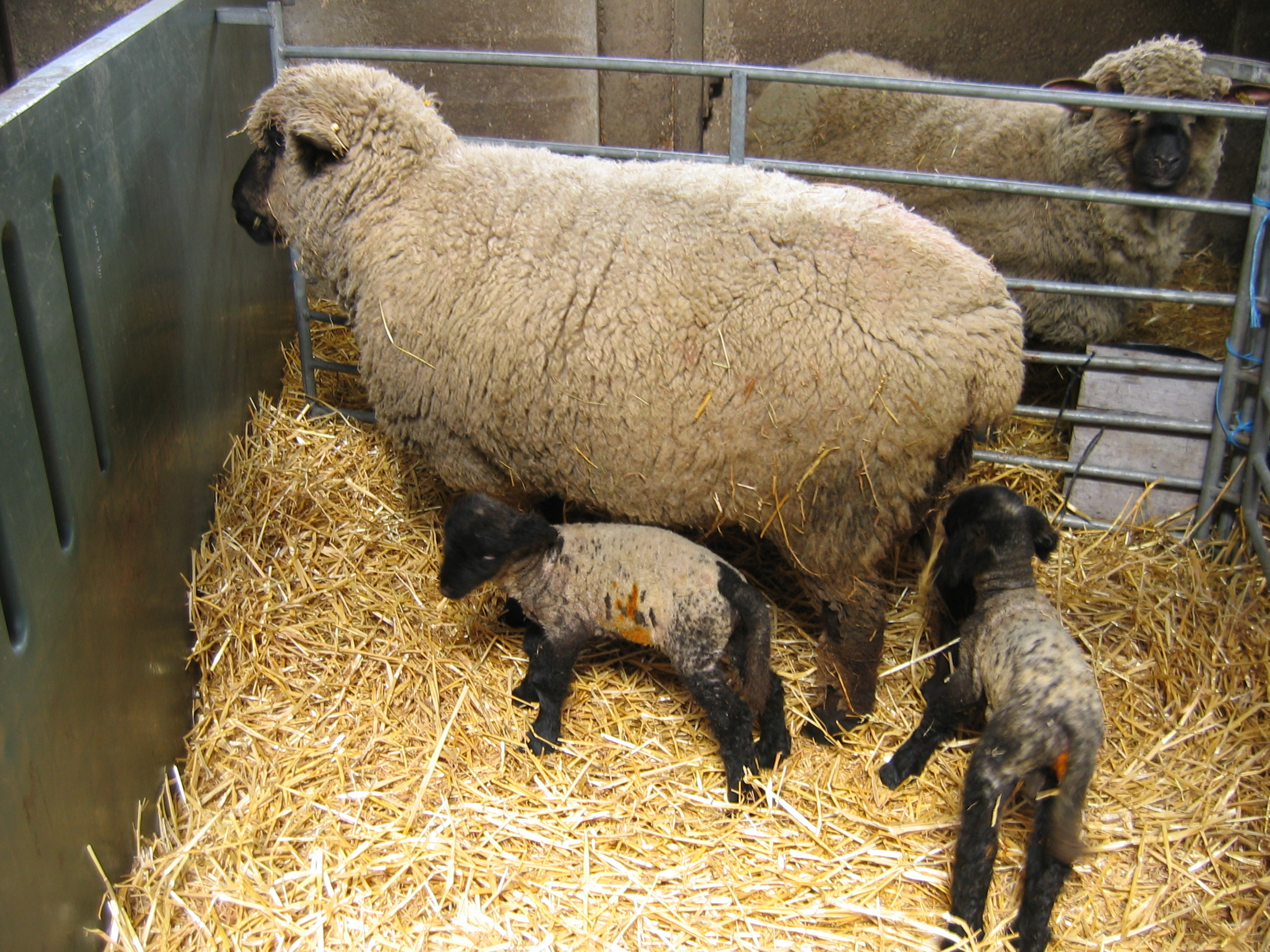
Una oveja de Oxford Down y sus gemelos en un paridero. Obsérvense las manchas de yodo en los corderos

Una vez estabilizados los corderos, se procede a su marcaje, que incluye la colocación de marcas en las orejas, caudectomía, la castración y, normalmente, la vacunación. Las marcas en las orejas con números son el principal modo de identificación cuando las ovejas no tienen nombre; también es la forma legal de identificación animal en la Unión Europea: el número puede identificar a la oveja individualmente o sólo a su rebaño. Cuando se realiza a una edad temprana, el marcado auricular parece causar poca o ninguna molestia a los corderos. Sin embargo, el uso inadecuado de las marcas o el uso de marcas no diseñadas para ovejas puede causar molestias, en gran parte debido al exceso de peso de las marcas para otros animales.
Los corderos carneros no destinados a la cría son castrados, aunque algunos pastores eligen evitar el procedimiento por razones éticas, económicas o prácticas. Los corderos carneros que van a ser sacrificados o separados de las ovejas antes de la madurez sexual no suelen ser castrados. En la mayoría de las razas, la cola de los corderos se amputa por razones sanitarias, la cola puede retirarse justo por debajo de las aletas caudales del cordero (amputar más corto que esto puede causar problemas de salud como prolapso rectal), pero en algunas razas la cola se deja más larga, o no se amputa en absoluto.
La amputación no es necesaria en las razas de cola corta, y no suele hacerse en las razas en las que se valora una cola larga, como las Zwartbles. Aunque los activistas de los derechos de los animales suelen considerar que el corte es cruel y antinatural, los productores de ovino lo consideran un paso fundamental para mantener la salud de las ovejas. Las colas largas y lanosas dificultan el esquileo, interfieren en el apareamiento y hacen que las ovejas sean extremadamente susceptibles a los parásitos, especialmente a los que causan la picadura de mosca. Tanto la castración como el corte pueden realizarse con varios instrumentos.
Un elastrador coloca una banda apretada de goma alrededor de una zona, haciendo que se atrofie y caiga en varias semanas. Este proceso es incruento y no parece causar un sufrimiento prolongado a los corderos, que tienden a ignorarlo tras varias horas. Además del elastrador, a veces se utiliza un Burdizzo, un emasculador, un cincel caliente o un cuchillo. Tras uno o tres días en los parideros, las ovejas y los corderos suelen estar lo suficientemente estabilizados como para permitir su reintroducción en el resto del rebaño.

## Cría comercial de ovejas

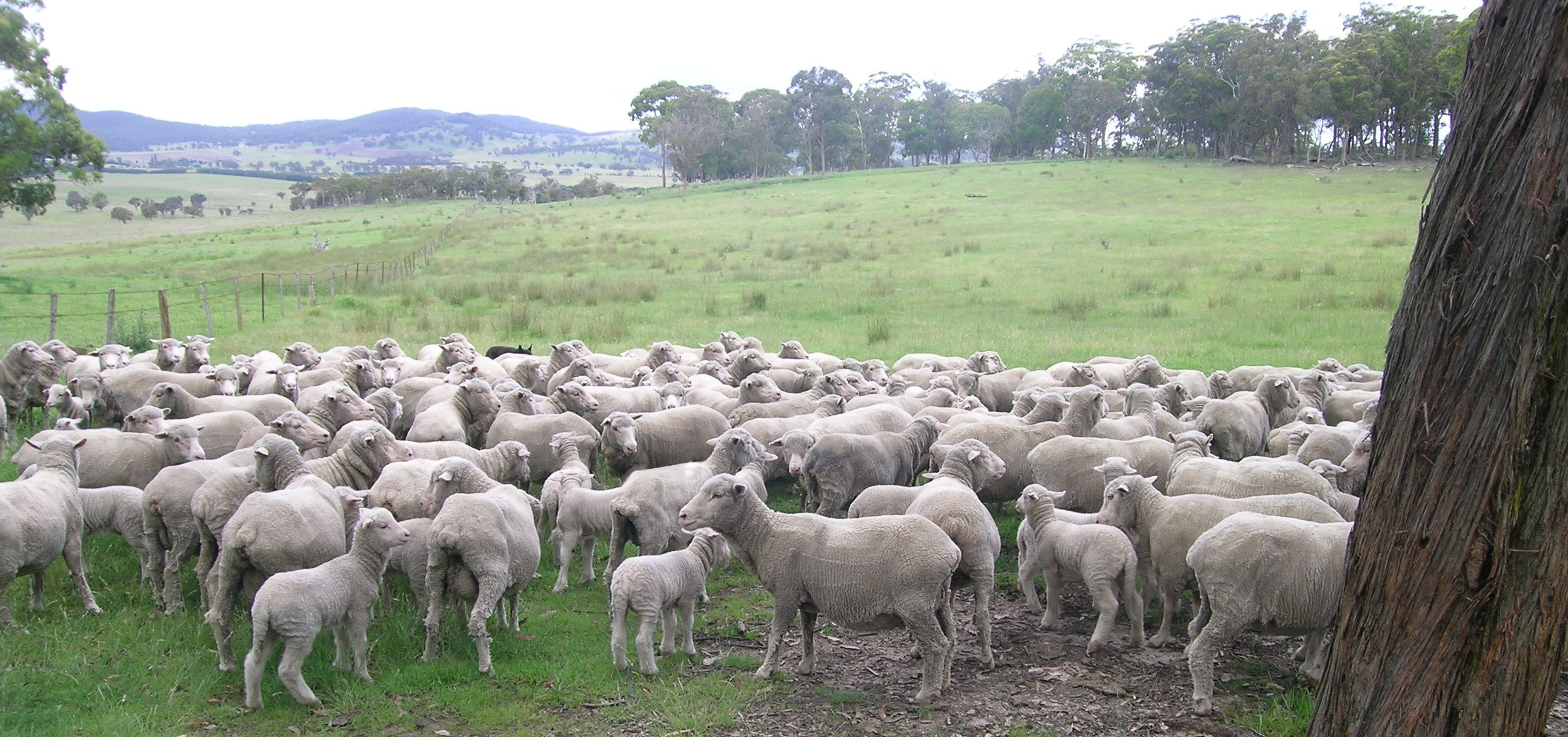
Ovejas y corderos merinos en Walcha, Nueva Gales del Sur

En las grandes naciones productoras de ovejas de Sudamérica, Australia y Nueva Zelanda, las ovejas suelen criarse en grandes extensiones de tierra con mucha menos intervención de los ganaderos o criadores. Las ovejas merinas, y gran parte de las tierras de estos países no se prestan a la intervención de la multitud que se encuentra en los países de cría de rebaños más pequeños. En estos países hay poca necesidad, y no hay otra opción que las ovejas paran al aire libre, ya que no hay estructuras suficientes para manejar los grandes rebaños de ovejas allí. Las ovejas neozelandesas producen 36 millones de corderos cada primavera, lo que supone una media de 2.250 corderos por granja. Los ganaderos australianos tampoco reciben el apoyo financiero que los gobiernos de otros países proporcionan a los criadores de ovejas. La cría de ovejas de bajo coste se basa en un gran número de ovejas por unidad de trabajo y en tener ovejas capaces de parir sin supervisión para producir corderos resistentes y activos.

## Aspectos administrativos
Los criadores que desean mejorar estrictamente sus rebaños clasifican a las ovejas y eliminan a las de calidad inferior antes del apareamiento, con el fin de mantener o mejorar la calidad del rebaño. Desde hace mucho tiempo se asocia la cara lanosa con tasas de fertilidad más bajas. Los sementales o carneros especialmente seleccionados se eligen con ayuda de mediciones objetivas, información genética y servicios de evaluación disponibles actualmente en Australia y Nueva Zelanda. La elección del momento de apareamiento se rige por muchos factores, como el clima, las necesidades del mercado y la disponibilidad de alimento. Los carneros se aparean normalmente en torno al 2,5% dependiendo de la edad de la oveja, además de tener en cuenta el tamaño y el tipo de praderas de apareamiento. El periodo de apareamiento oscila entre las 6 y las 8 semanas en los rebaños comerciales. Un periodo de cubrición más largo genera problemas de gestión, como el marcaje de los corderos, la esquila, etc.

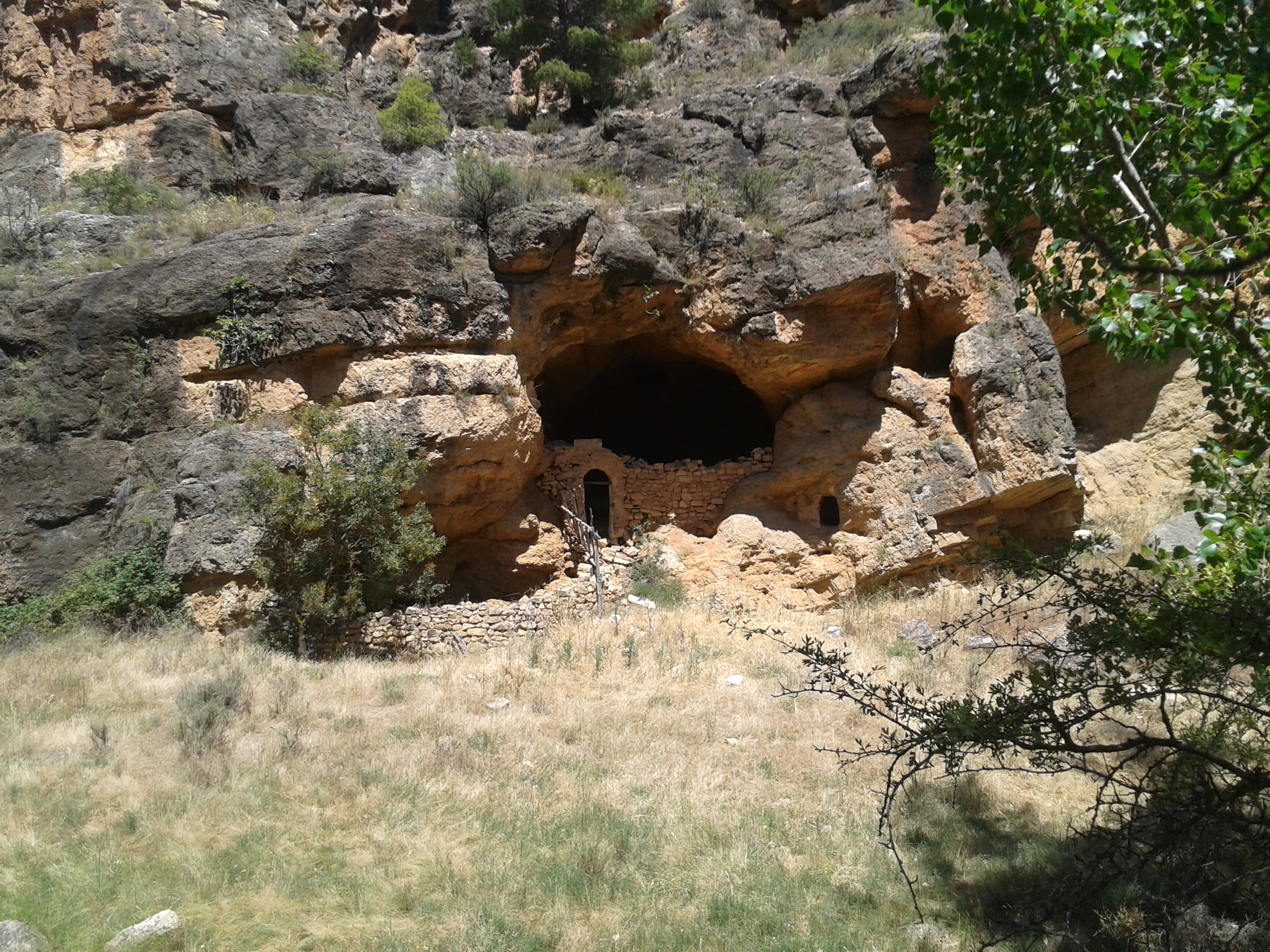
Una Paridera de la Edad Media en una Cueva Natural cercana al Monasterio de Piedra

Una buena nutrición es vital para las ovejas durante las últimas 6 semanas de gestación para prevenir la toxemia de gestación, especialmente en ovejas con gemelos. La sobrealimentación, sin embargo, puede resultar en corderos únicos demasiado grandes y distocia. Esquilar a las ovejas antes del parto reduce el número de ovejas que se echan (es decir, incapaces de levantarse sin ayuda) y el número de corderos y ovejas que se pierden. Los corderos también son ayudados a encontrar la ubre y amamantar a una oveja esquilada. Además, esquilar a la oveja antes del parto puede incrementar la calidad del vellón ya que la rotura de la lana puede ocurrir debido a que el parto es un gran estrés para el cuerpo de la oveja. Es importante tener en cuenta las condiciones climáticas antes de esquilar a las ovejas, especialmente en climas fríos.
Después de la esquila, las ovejas son colocadas en potreros bien protegidos que tienen buena comida y agua. La atención a las ovejas que están pariendo varía según la raza, el tamaño y la ubicación de las propiedades. A menos que sean ovejas sementales, es poco probable que reciban cuidados intensivos. En estaciones con grandes potreros hay una política de no interferencia. En otras propiedades, los ganaderos inspeccionan los rebaños a intervalos variables para mantener a las ovejas echadas y tratar las distocias. A veces, los productores alejan a las ovejas preñadas de las que ya han parido para evitar que se amamanten mal.
Los corderos suelen marcarse entre las tres y las seis semanas de edad, pero una temporada de partos prolongada puede requerir dos marcas.

### Depresión endogámica
La endogamia tiende a producirse en rebaños de tamaño limitado y en los que sólo se utilizan uno o unos pocos carneros. La endogamia lleva asociada una disminución del rendimiento de la progenie, que suele denominarse depresión endogámica. Se ha detectado depresión endogámica en el peso al nacer de los corderos, en la ganancia media diaria de peso desde el nacimiento hasta los dos meses y en el tamaño de la camada. La depresión endogámica puede provocar la aparición de enfermedades y deformidades en un rebaño.

## Otros países
En los principales países productores de ovinos (Argentina, Uruguay, Brasil, Perú y Chile), los criadores también utilizan las pruebas de vellón y los sistemas de registro del rendimiento para mejorar sus rebaños.

## Nuevas investigaciones
En 2008, por primera vez en la historia, investigadores de la estación de investigación CSIRO de Chiswick, entre Uralla y Armidale (Nueva Gales del Sur), utilizaron células madre para desarrollar carneros y toros sustitutos. Estos machos producen después el semen viable de otro macho.
En estos experimentos con ovejas, se irradian los testículos de un carnero y se colocan células madre de un segundo carnero en los testículos del primero, el carnero A. En las semanas siguientes, el carnero A produce semen de la forma habitual, pero utiliza las células madre del carnero B y, por tanto, produce semen con la genética del carnero B en lugar de la suya propia. El carnero A se ha convertido en un carnero sustituto.
El semen viable se implanta en la oveja y los numerosos corderos nacidos mediante este proceso están demostrando ser normales y sanos. Las pruebas de ADN han demostrado que hasta el 10% de los corderos son hijos del carnero sustituto y el resto llevan la genética del carnero donante.
Otro campo de investigación cada vez más importante es la reducción de las emisiones de gases de efecto invernadero, principalmente metano, procedentes de la ganadería. Los rumiantes son los responsables de las emisiones más elevadas de todos los tipos de animales. Muchos investigadores están realizando estudios para determinar cómo la manipulación de la dieta de las ovejas puede ayudar a reducir estas peligrosas emisiones.